# زهور السجن
زهور السجن هو مسلسل تلفزيوني كوري جنوبي من بطولة جين سي يون، غو سو وجونغ جون هو. عرض المسلسل على قناة إم بي سي في الفترة من 30 أبريل حتى 6 نوفمبر 2016.

## روابط خارجية
الزهرة في السجن على موقع IMDb (الإنجليزية)
- الزهرة في السجن على موقع كينوبويسك (الروسية)
- الزهرة في السجن على موقع قاعدة بيانات الفيلم (الإنجليزية)